# 鍾離の戦い
鍾離の戦い（しょうりのたたかい）は、中国の南北朝時代に鍾離（現在の安徽省滁州市鳳陽県）で行われた、北魏軍と南朝梁軍との戦いである。

## 経緯
506年11月、北魏の中山王元英と平東将軍楊大眼らが数十万の兵を率いて鍾離を攻撃した。鍾離城の北は淮水にへだてられていたため、北魏軍は邵陽洲の両岸に橋を作り、数百歩の柵を建てて、淮水を渡る道を通した。元英は淮水の南岸に橋頭堡を築いて鍾離城を攻撃し、楊大眼は北岸に城を建てて、補給路を確保した。鍾離城の中の梁軍は3000人ほどで、昌義之が将士を率いて防禦にあたった。
北魏軍は車に土を載せ、兵士に土を背負わせると、城の堀を埋め立てさせた。堀を埋め立て終わると、衝車で城壁を突かせて、城壁の破壊を企図した。昌義之が泥を用いて城壁を補修しつづけたため、衝車は城壁に埋まって破壊できなくなった。北魏軍は昼夜なく城を攻め立て、1万人を越える死傷者を出しても退却しなかった。
507年2月、北魏の宣武帝は元英の召還を命じたが、元英は「年初以来の霖雨が苦戦の理由であり、3月になれば晴れて城は必ず落とせるので、しばらくの猶予を願いたい」と上表した。宣武帝は長期戦による消耗を心配して歩兵校尉の范紹を元英のもとに送って形勢を議論させた。范紹は鍾離城の堅固さを見て、元英に撤退を勧めたが、元英は聞き入れなかった。
南朝梁の武帝は豫州刺史の韋叡に命じて鍾離の救援に向かわせた。また曹景宗に節度を与えて韋叡と協力するよう命じた。韋叡は合肥から直進する道を取って急行した。進軍をゆるめるよう勧める者がいたが、韋叡は聞き入れなかった。10日ほどで邵陽洲に到着した。
曹景宗と韋叡は邵陽洲に進軍し、夜のあいだに陣営の前に20里にわたって塹壕を掘らせ、鹿角を立てさせ、洲を城に作りかえた。北魏軍が淮水北岸に築いた城から百歩あまりのところであった。南朝梁の南梁郡太守の馮道根が明け方までに梁軍の陣営を完成させた。北魏の元英は驚いて「これ何ぞ神なり」と杖で地を打った。曹景宗は軍士の言文達らに水中を潜行させ、鍾離城の城中に援軍の到着を知らせた。
北魏の楊大眼は勇猛で知られ、1万騎あまりを率いて来襲すると、梁軍はかれの正面に立ちはだかることができなかった。韋叡は車を連ねて陣を築いた。楊大眼が騎兵で包囲しようとすると、韋叡は強弩2000を一時に放って多くの北魏軍を殺傷した。矢は楊大眼の右臂も貫き、楊大眼は敗走した。
翌朝、元英が北魏軍を率いて戦いを挑むと、韋叡は木輿に乗り白角の如意を持って梁軍を指揮した。一日数戦して、元英は退却した。元英の軍が夜間に再び攻撃してきて、矢を雨と降らせたため、韋叡の子の韋黯は邵陽洲の城から退いて矢を避けるよう勧めたが、韋叡は聞き入れなかった。韋叡が城の上から笑い声を響かせると、梁軍の動揺は静まった。
曹景宗は勇士1000人あまりを募って、楊大眼が淮北に築いた城の南数里のところに堡塁を築いた。楊大眼が攻めてくると、曹景宗はこれを迎撃した。堡塁が完成すると、別将の趙草が守備した。
曹景宗らは北魏側が淮水に架けた橋を焼くべく戦艦を準備した。韋叡が南の橋を攻め、曹景宗が北の橋を攻める手筈となった。3月、淮水が増水すると、韋叡は馮道根と裴邃・李文釗らを闘艦に乗せて進発させ、北魏側の洲上の軍を殲滅した。別に草を載せた小船を用意し、油をそそいで橋を焼かせた。風が強く火勢は盛んで、橋は焼尽した。北魏軍は大混乱し、元英は橋が絶たれたのを見て、単身脱走した。楊大眼は自らの陣営を焼き、北魏の諸塁は相次いで崩れさり、武器や防具を淮水に投じて敗走した。北魏の死者は十数万におよんだ。韋叡が昌義之に勝報を伝えると、昌義之は泣いて喜び、「生き返った、生き返った」とつぶやくばかりであった。南朝梁の諸軍は澮水まで追撃し、元英は単騎で梁城に入った。淮水の沿岸百里あまりにわたって北魏兵の遺体が散乱し、生け捕られる者も5万人、接収された軍糧や器械は山積し、牛馬は数えることもできなかった。
曹景宗と諸将が凱旋して武帝に勝利を報告し、韋叡はひとりとどまって戦後処理にあたった。曹景宗・韋叡・昌義之らはおのおの褒賞を受けた。